# Loxolomia
Loxolomia este un gen de molii din familia Saturniidae. 

## Specii
- Loxolomia johnsoni Schaus, 1932
- Loxolomia serpentina Maassen, 1869